# Géographie de l'Ouzbékistan
L'Ouzbékistan est un pays d'Asie centrale d'une superficie de 447 400 km2 s'étendant de 1 425 km d'ouest en est et de 930 km du nord au sud. Ses voisins sont le Kazakhstan au nord, le Kirghizistan et le Tadjikistan à l'est, le Turkménistan au sud-ouest et l'Afghanistan au sud. Il est l'un des plus grands pays d'Asie centrale, et est le seul à avoir des frontières avec tous les pays de cette région.

## Topographie et relief
La topographie du pays est variée, allant du désert plat qui comprend près de 80 % du territoire aux pics dans l'est qui atteignent les 4 300 m de haut.
Le sud-est du pays est caractérisé par les contreforts de la chaîne Tian Shan, qui s'élève dans les pays voisins de Kirghizistan et Tadjikistan et forme une frontière naturelle entre l'Asie centrale et la République populaire de Chine.
Le vaste Désert du Kyzylkoum (signifiant « sable rouge » en ouzbek), de part et d'autre de la frontière avec le sud du Kazakhstan, domine le nord du pays.
La région la plus fertile de l'Ouzbékistan est la vallée de Ferghana d'une superficie de 21 440 km2, à l'est du Kyzyl Kum et bordée de montagnes au nord, sud et est. L'ouest de la vallée voit passer le Syr-Daria, qui va du nord-est du pays au sud du Kazakhstan, dans le Kyzyl Kum. Quoique la vallée ne reçoive que de 100 à 300 mm de pluie chaque année, il n'y a de désert qu'au centre et un peu dans la périphérie près des montagnes.
Les ressources d'eau sont rares dans le pays et mal réparties sur le territoire. Les vastes plaines qui occupent environ deux-tiers du pays reçoivent peu d'eau, et comportent peu de lacs. Les deux grands fleuves sont l'Amou-Daria et le Syr-Daria. Ils forment les deux bassins fluviaux les plus importants de l'Asie centrale et sont très utilisés pour l'irrigation des terres agricoles. Des canaux ont été créés pour augmenter le pourcentage de territoire arable.
L'activité sismique en Ouzbékistan est importante, de nombreux séismes y ont lieu. Sa capitale, Tachkent, fut presque complètement détruite par un tremblement de terre en 1966; d'autres évènements sismiques ont fait d'importants dégâts avant et après cette année. Les régions montagneuses sont particulièrement actives.

## Climat
Le climat du pays est continental, les étés sont chauds et les hivers froids. Les températures estivales dépassent souvent les 40 °C ; les moyennes d'hiver oscillent autour de −2 °C mais peuvent baisser jusqu'à −40 °C. La plus grande partie du pays est assez aride, avec de maigres précipitations : de 100 à 200 mm annuels, la majeure partie en hiver et au printemps. Lorsque peu de pluie tombe entre juillet et septembre, la végétation arrête de pousser.

## Double enclavement

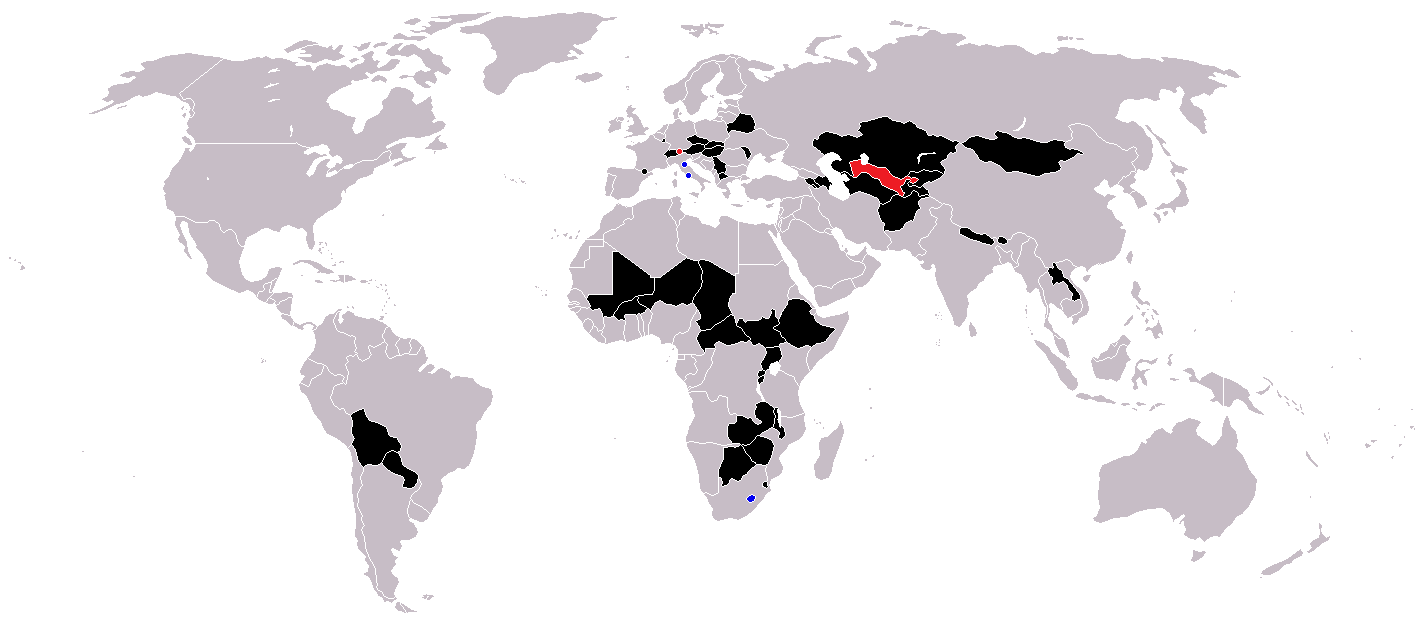
Pays enclavés selon le World Factbook de la CIA.

Avec le Liechtenstein, l'Ouzbékistan est l'un des deux seuls pays au monde qui sont doublement enclavés, c'est-à-dire bordés uniquement de pays eux-mêmes sans accès à la mer.

## Problèmes environnementaux

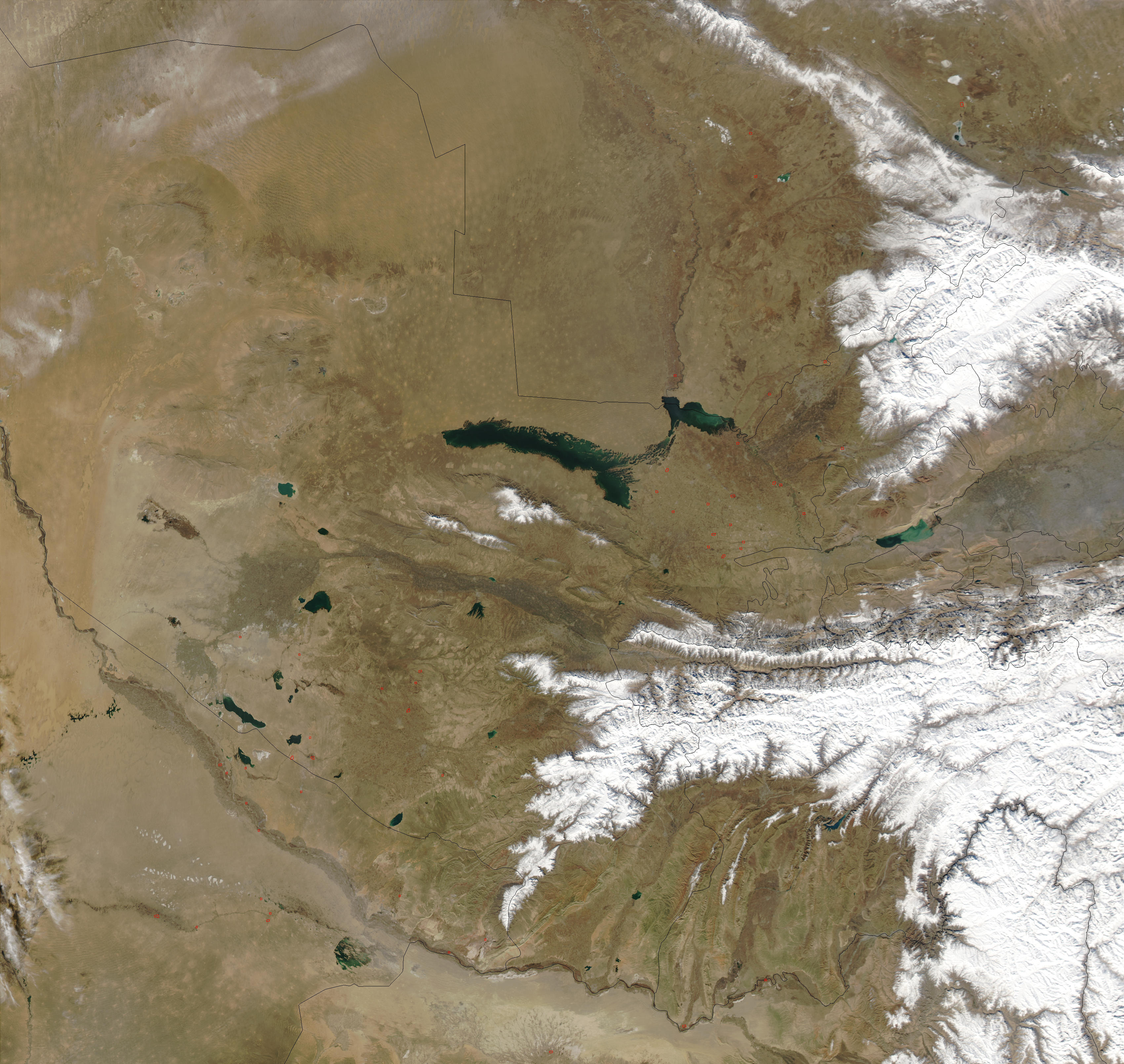
Image satellite de l'Ouzbékistan. Les points rouges sont des feux de forêt.

Malgré les richesses naturelles et la variété du terrain, les décennies de domination soviétique, avec la politique économique faible du sud soviétique, ont fait de l'Ouzbékistan l'une des régions les plus critiques écologiquement de la Communauté des États indépendants. L'usage répandu de produits agrochimiques, le détournement de l'eau des deux fleuves les plus importants pour l'irrigation des champs agricoles, et le manque chronique de stations de traitement des eaux, sont parmi les facteurs causant des problèmes environnementaux et de santé de la population à grande échelle.
La désolation environnementale de l'Ouzbékistan est bien illustrée par une catastrophe : la mer d'Aral. Le détournement des eaux des fleuves Amou-Daria et Syr-Daria pour la culture du coton et autre a diminué la taille de cette mer : elle était la 4e mer intérieure du monde, mais est maintenant réduite de moitié en surface et des deux tiers de son volume par rapport à ce qu'elle était en 1960. La dessiccation et la salinisation du lac provoquent des tempêtes de sel et de sable qui détruisent l'agriculture des régions environnantes ainsi que leurs écosystèmes et perturbent la santé de la population locale. La désertification provoque la perte d'espèces animales et botaniques, diminue la terre arable ainsi que sa qualité, change le climat et détruit des monuments culturels et historiques. Chaque année, de nombreuses tonnes de sel sont emportées jusqu'à 800 km par les vents. Certains disent que les tempêtes de sel et de sable de la mer d'Aral ont augmenté le pourcentage de matière solide dans l'atmosphère de plus de 5 %, affectant le changement climatique.
La mer d'Aral n'est que l'indicateur le plus visible de la désolation du pays. La période soviétique a détruit en grande partie les ressources en eau de l'Ouzbékistan de plusieurs manières : en ne construisant pas assez de stations de traitement des eaux, par l'usage excessif de pesticides, herbicides, défoliants, et engrais non biologiques, et par l'encouragement de projets industriels sans souci de l'impact sur l'environnement et la population locale.

### Pollution de l'eau

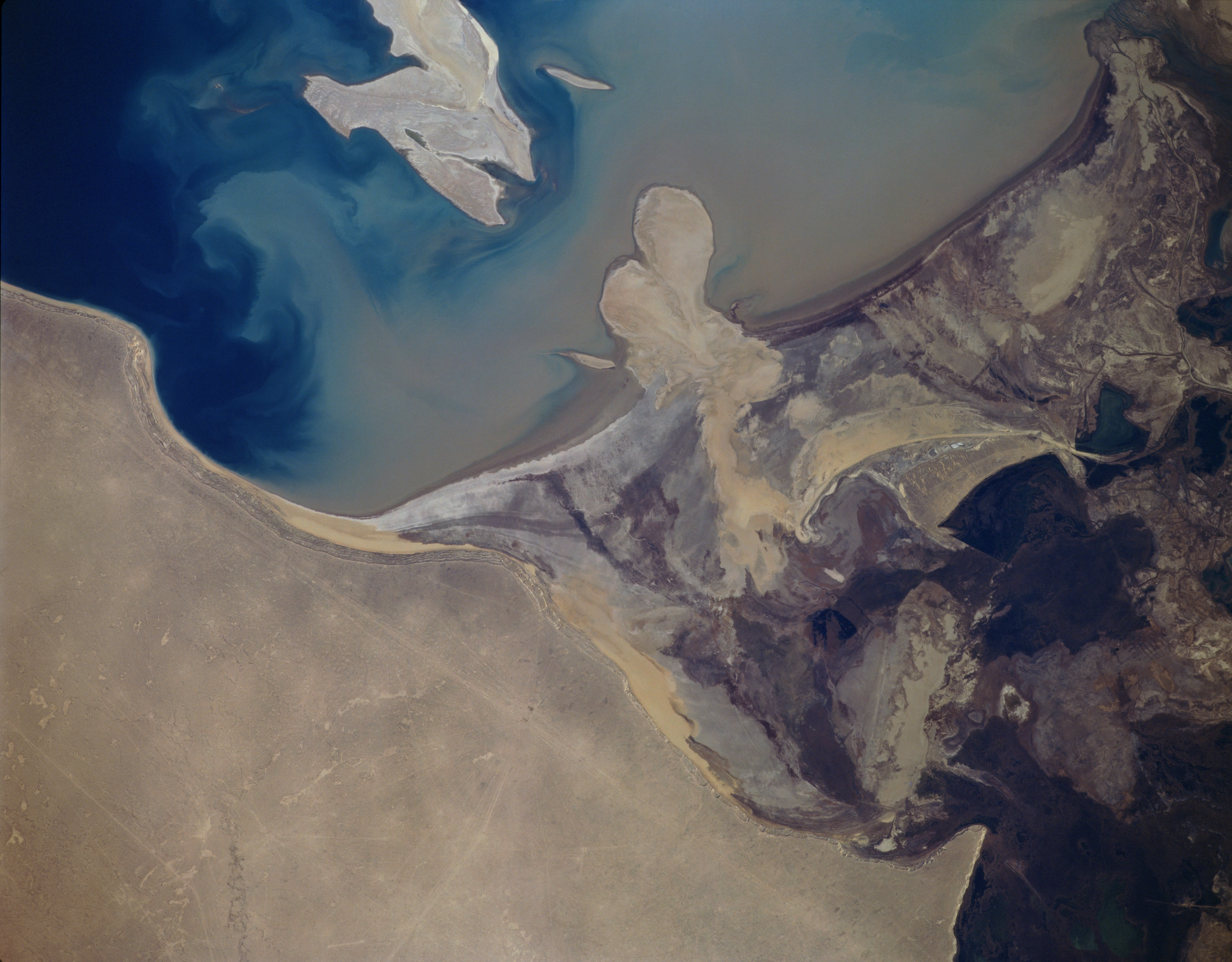
Delta de l'Amou-Daria.

L'usage répandu de produits agrochimiques pour la culture du coton, les systèmes d'irrigation inefficaces, et les réseaux de drainage insuffisants sont des exemples des conditions qui ont encouragé l'absorption d'eaux salines et contaminées dans le sol. La politique post-soviétique est plus dangereuse encore : au début des années 1990, de 20 à 25 kg d'engrais non biologiques et d'insecticides ont été appliqués par hectare, comparé aux 3 kg pour toute l'Union soviétique. Par conséquent, l'eau de l'Ouzbékistan est encore plus polluée. Les produits industriels ont eux aussi endommagé l'eau du pays. Dans le fleuve Amou-Daria on trouve des concentrations très élevées de phénol et produits pétroliers, mettant en danger la santé de la population habitant sur les rives du fleuve. En 1989 le ministre de santé de la République socialiste soviétique du Turkménistan décrit l'Amou-Daria en tant que « fossé d'eaux usées » de substances industrielles et agricoles. Un rapport datant de 1995 déclare que le fleuve est encore plus détérioré que pendant l'ère soviétique.
Au début des années 1990 environ 60 % des fonds pour le contrôle de la pollution va aux projets liés à l'assainissement de l'eau, mais seulement la moitié des villes et environ un quart des villages ont des égouts. Les systèmes communaux ne répondent pas aux exigences de qualité ; une grande partie de la population du pays manque d'eau potable et boit de l'eau directement de fossés, canaux, ou fleuves contaminés.
Selon un rapport, presque tous les eaux souterraines de l'Ouzbékistan sont polluées par les déchets industriels et chimiques. Un représentant du Ministère de l'environnement estime qu'environ la moitié de la population habite des régions où l'eau est très polluée. Le gouvernement évalua en 1995 que seulement 230 des environ 8 000 entreprises industrielles suivent les standards de contrôle de la pollution.

### Pollution de l'air
La mauvaise gestion des ressources en eau et l'usage très répandu de produits agrochimiques ont aussi pollué l'air. Les tempêtes de sel et de sable et l'usage fréquent de pesticides et de défoliants sur les champs de coton ont contribué à la dégradation sévère de la qualité de l'air dans les régions rurales.
Dans les centres urbains, les usines et les émissions de dioxyde de carbone des véhicules sont un danger grandissant pour la qualité de l'air. Moins de la moitié des cheminées d'usine sont équipées de filtres, et aucun ne peut filtrer les émissions gazeuses ; qui plus est, un grand pourcentage des filtres existants sont défectueux ou cassés.
Les données sur la qualité de l'air à Tachkent, Ferghana et Almalyk montrent que les trois dépassent les niveaux recommandés de protoxyde d'azote et d'aérosols. On retrouve de niveaux élevés de plomb, nickel, zinc, cuivre, mercure, et manganèse dans l'atmosphère ouzbèke, principalement dus à la combustion de l'énergie fossile, des déchets, et des procédés de métallurgie. Les niveaux sont particulièrement élevés dans la province de Tachkent ainsi qu'au sud du pays, près de l'usine métallurgique d'Olmaliq.
Au milieu des années 1990, la production industrielle de l'Ouzbékistan, évaluée à environ 60 % de toute l'industrie des pays de l'Asie centrale sauf le Kazakhstan, était aussi responsable de 60 % de toutes les émissions de substances nocives de cette région dans l'atmosphère.
Parce que les automobiles sont relativement rares, les émissions de dioxyde de carbone venant de ces machines n'est un problème que dans la capitale et à Ferghana.

### Politique du gouvernement sur l'environnement
Le gouvernement de l'Ouzbékistan reconnaît l'étendue des problèmes environnementaux du pays, et s'est engagé à les corriger dans un Plan d'action sur la biodiversité, mais les structures gouvernementales devant traiter ces problèmes sont encore floues. Les anciennes agences et organisations ont été agrandies pour répondre à ces questions, et d'autres ont été créées, avec comme résultat un réseau d'organisations qui communiquent mal entre elles. Plusieurs ONG commencent à être créées, certaines proches du gouvernement et d'autres s'y opposant.
Au début des années 1990, beaucoup de projets proposaient de limiter ou décourager les pratiques économiques et industrielles qui dégradent l'environnement. Malgré des discussions sur des programmes imposant des paiements en échange de l'utilisation des ressources naturelles (particulièrement de l'eau), et des amendes pour les grands pollueurs, peu fut accompli. Parmi les obstacles on trouve le manque de police, le planning économique et environnemental insuffisant, et la concentration du pouvoir par un petit nombre de personnes, qui généralement acceptent mal les mouvements dits « verts ».

## Statistiques
Superficie

total : 447 400 km2

terre : 425 400 km2

eau : 22 000 km2
Côtes : Aucune, mais 420 km sur la mer d'Aral.
Ressources naturelles : gaz naturel, pétrole, charbon, or, uranium, argent, cuivre, plomb, zinc, tungstène, molybdène
Exploitation du sol :
- terres arables : 9 %
- cultures permanentes : 1 %
- pâturages permanents : 46 %
- forêts : 3 %
- autre : 41 % (est. 1993)

Terres irriguées : 40 000 km2 (est. 1993)
Catastrophes naturelles : séismes, sécheresses.
Problèmes environnementaux : disparition graduelle de la mer d'Aral, provoquant des tempêtes de sel et de sable qui contribuent à la désertification ; pollution de l'eau des déchets industriels et produits agrochimiques, causant des problèmes de santé ; salinisation du sol.
Traités internationaux sur l’environnement :
- Partie à : biodiversité, changement climatique, protocole de Kyoto, désertification, espèces en danger, modification environnementale, déchets dangereux, protection de la couche d'ozone